# Краненберг, Кун
Кунрад Михел (Кун) Краненберг (нидерл. Coenrad Michiel (Coen) Kranenberg, 28 сентября 1947, Амстердам, Нидерланды) — нидерландский хоккеист (хоккей на траве), полевой игрок.

## Биография
Кун Краненберг родился 28 сентября 1947 года в нидерландском городе Амстердам.
Играл в хоккей на траве за «Суст», «Амстердамсе» и «Ларен».
10 января 1970 года дебютировал в сборной Нидерландов в товарищеском матче против Индии в Бомбее.
В 1972 году вошёл в состав сборной Нидерландов по хоккею на траве на летних Олимпийских играх в Мюнхене, занявшей 4-е место. Играл в поле, провёл 9 матчей, мячей не забивал.
В 1976 году вошёл в состав сборной Нидерландов по хоккею на траве на летних Олимпийских играх в Монреале, занявшей 4-е место. Играл в поле, провёл 7 матчей, забил 1 мяч в ворота сборной Новой Зеландии.
После Олимпиады завершил игровую карьеру.
В 1970—1976 годах провёл за сборную Нидерландов 97 матчей, забил 2 мяча.